# Mittelbug
Mittelbug ist ein Gemeindeteil der Stadt Gefrees im Landkreis Bayreuth (Oberfranken, Bayern). Mittelbug liegt in der Gemarkung Streitau.

## Geografie
Der Weiler besteht aus drei Wohngebäuden und einigen Nebengebäuden. In der Nähe befindet sich ein Biomassekraftwerk und eine Sportanlage. Westlich des Ortes erhebt sich der Bärenbühl (617 m ü. NHN); dort gibt es eine Feldspatgrube, die als Geotop ausgezeichnet ist. Unmittelbar östlich wird die Flur von der Bahnstrecke Bamberg–Hof durchschnitten. Ein Anliegerweg führt etwa 400 Meter nordöstlich zur Kreisstraße BT 7/HO 22 die nordöstlich nach Streitau bzw. nördlich nach Stammbach verläuft.

## Geschichte
Von 1797 bis 1810 unterstand Mittelbug dem Justiz- und Kammeramt Gefrees. Infolge des Ersten Gemeindeedikts wurde Mittelbug dem 1812 gebildeten Steuerdistrikt Streitau und der zugleich entstandenen Ruralgemeinde Streitau zugewiesen. Im Zuge der Gebietsreform in Bayern wurde Mittelbug am 1. Mai 1978 nach Gefrees eingemeindet.

### Baudenkmäler
- Durchlass bei der Bahnstrecke Bamberg–Hof

### Einwohnerentwicklung
| Jahr      | 001812 | 001819 | 001861 | 001871 | 001885 | 001900 | 001925 | 001950 | 001961 | 001970 | 001987 |
| Einwohner | 10 *   | †      | 8      | 16     | 6      | 14     | 11     | 8      | 11     | 5      | 9      |
| Häuser    | 5 *    |        |        |        | 1      | 2      | 2      | 1      | 3      |        | 3      |
| Quelle    | [ 5 ]  | [ 8 ]  | [ 9 ]  | [ 10 ] | [ 11 ] | [ 12 ] | [ 13 ] | [ 14 ] | [ 15 ] | [ 16 ] | [ 1 ]  |

## Religion
Mittelbug ist nach St. Georg (Streitau) gepfarrt und evangelisch-lutherisch geprägt.